# Obereopsis medana
Obereopsis medana là một loài bọ cánh cứng trong họ Cerambycidae.